# Rock Cup de 2021
A Gibtelecom Rock Cup de 2021 foi a 67ª edição da Rock Cup, a principal copa de Gibraltar. Doze equipes participaram do torneio. O vencedor do torneio se classificou para a primeira pré-eliminatória da Liga Conferência Europa da UEFA de 2021–22.
O Lincoln Red Imps foi o campeão do torneio após vencer o Glacis United por 2 a 0 na final. Com isso, o clube conquistou a Rock Cup pela 18ª vez.

## Primeira fase
O sorteio de todas as fases do torneio foi realizado no dia 12 de março de 2021. Sete equipes do Campeonato Gibraltino entrarão nesta fase junto com o Hound Dogs, que estava competindo na Gibraltar Intermediate League, a qual foi encerrada. As partidas desta fase foram disputadas nos dias 6 e 7 de abril.
| 6 de abril de 2021 | Bruno's Magpies  | 1 – 2     | St Joseph's                                    | Victoria Stadium, Gibraltar |  |
| 18:30              | Javi Casares 51' | Relatório | Juanfri Predefinição:42 · Andrew Hernandez 86' |                             |  |

| 6 de abril de 2021 | Europa | 10 – 0    | Europa Point | Victoria Stadium, Gibraltar |  |
| 20:45              | Walker 5', 21' · Dylan Borge 6', 35', 70', 74' · Olmo Gonzalez 44' · Michael Yome 58' · Adrián Gallardo 82', 88' | Relatório |              |                             |  |

| 7 de abril de 2021 | Glacis United                                                                                                  | 6 – 1     | Hound Dogs       | Victoria Stadium, Gibraltar |  |
| 18:30              | Salvatore Gallo 9', 70' · Miguel Londero 11' · Alessandro Borghi 20' · Craig Galliano 22' · Quentin Kaleba 41' | Relatório | Joseph Waine 69' |                             |  |

| 7 de abril de 2021 | Lincoln Red Imps                                                                                | 6 – 0     | Lions Gibraltar | Victoria Stadium, Gibraltar |  |
| 20:45              | Kike Gómez 11' · Casciaro 21', 66' · Kian Ronan 39' · Jamie Coombes 85' · Graeme Torrilla 90+5' | Relatório |                 |                             |  |

## Quartas de Final
4 equipes receberam um bye da primeira fase e entrarão direto nas quartas de final. São elas: Mons Calpe, Lynx, Manchester 62 e College 1975.
| 13 de abril de 2021 | Europa                                     | 3 – 0     | St Joseph's | Victoria Stadium, Gibraltar |  |
| 18:30               | Adrián Gallardo 5', 23' · Michael Yome 27' | Relatório |             |                             |  |

| 13 de abril de 2021                                                                                      | Manchester 62       | 1 – 1 (pro) (5 – 4 pen.)                                                                       | College 1975      | Victoria Stadium, Gibraltar |  |
| 20:45 | Robert Montovio 18' | Relatório                                                                                      | Kaylan Franco 33' |                             |  |
| |                     | Penalidades                                                                                    |                   |                             |  |
| - Robert Montovio - Scott Ballantine - Michael Negrette - Kieron Garcia - Theo Pizarro - Mariano Pereira |                     | - Luisma Gallardo - Nazim Hughes - Adam Gracia - Jona Rodríguez - Álex Rubio - Guillermo Pérez |                   |                             |  |

| 14 de abril de 2021 | Lincoln Red Imps             | 2 – 1     | Lynx                 | Victoria Stadium, Gibraltar |  |
| 18:30               | Luke Wall 61' · Casciaro 89' | Relatório | Alberto Valdivia 78' |                             |  |

| 14 de abril de 2021                                                      | Glacis United      | 1 – 1 (pro) (4 – 2 pen.)                                                    | Mons Calpe     | Victoria Stadium, Gibraltar |  |
| 20:45                                                                    | Miguel Londero 57' | Relatório                                                                   | Diego Díaz 29' |                             |  |
|                                                                          |                    | Penalidades                                                                 |                |                             |  |
| - Craig Galliano - Alessandro Borghi - Darlington Nwosu - Miguel Londero |                    | - Emanuel Ojeda - Naoufal El Andaloussi - André Dos Santos - Elyakim Musoni |                |                             |  |

## Semifinal
As semifinais estão marcadas para os dias 20 e 21 de abril. Após vencer a partida nos pênaltis, o Europa foi eliminado devido à violação de regras da competição. Com isso, o Lincoln Red Imps foi declarado o vencedor da partida com um placar de 3-0.
| 20 de abril de 2021 | Lincoln Red Imps | 3 – 0     | Europa | Victoria Stadium, Gibraltar |  |
| 20:30               |                  | Relatório |        |                             |  |

| 21 de abril de 2021 | Manchester 62 | 0 – 1     | Glacis United      | Victoria Stadium, Gibraltar |  |
| 20:30               |               | Relatório | Lython Marquez 35' |                             |  |

## Final
A final está marcada para o dia 21 de maio.
| 21 de maio de 2021 | Glacis United | 0 – 2     | Lincoln Red Imps                       | Victoria Stadium, Gibraltar |  |
| 19:00              |               | Relatório | Kike Gómez 4' · Fernando Carralero 19' |                             |  |

## Artilheiros
Atualizado em 19 de maio de 2021
| Pos. | Jogador         | Equipe           | Gols |
| ---- | --------------- | ---------------- | ---- |
| 1    | Adrián Gallardo | Europa           | 4    |
| 1    | Dylan Borge     | Europa           | 4    |
| 3    | Lee Casciaro    | Lincoln Red Imps | 3    |
| 4    | Kike Gómez      | Lincoln Red Imps | 2    |
| 4    | Liam Walker     | Europa           | 2    |
| 4    | Miguel Londero  | Glacis United    | 2    |
| 4    | Mikey Yome      | Europa           | 2    |
| 4    | Salvatore Gallo | Glacis United    | 2    |